# Nyazeelandfalk
Nyazeelandfalk även kallad kārearea på maori, (Falco novaeseelandiae) är en fågel i familjen falkar inom ordningen falkfåglar.

## Utbredning och systematik
Fågeln är endemisk för Nya Zeeland och förekommer lokalt på Nordön, Sydön, Stewart Island och Aucklandöarna. Den behandlas som monotypisk, det vill säga att den inte delas in i några underarter.

## Levnadssätt
Fågeln kan flyga i över 100 km/timmen och kan fånga byten större än sig själv. Byten är ofta insekter, ödlor och andra fåglar. 

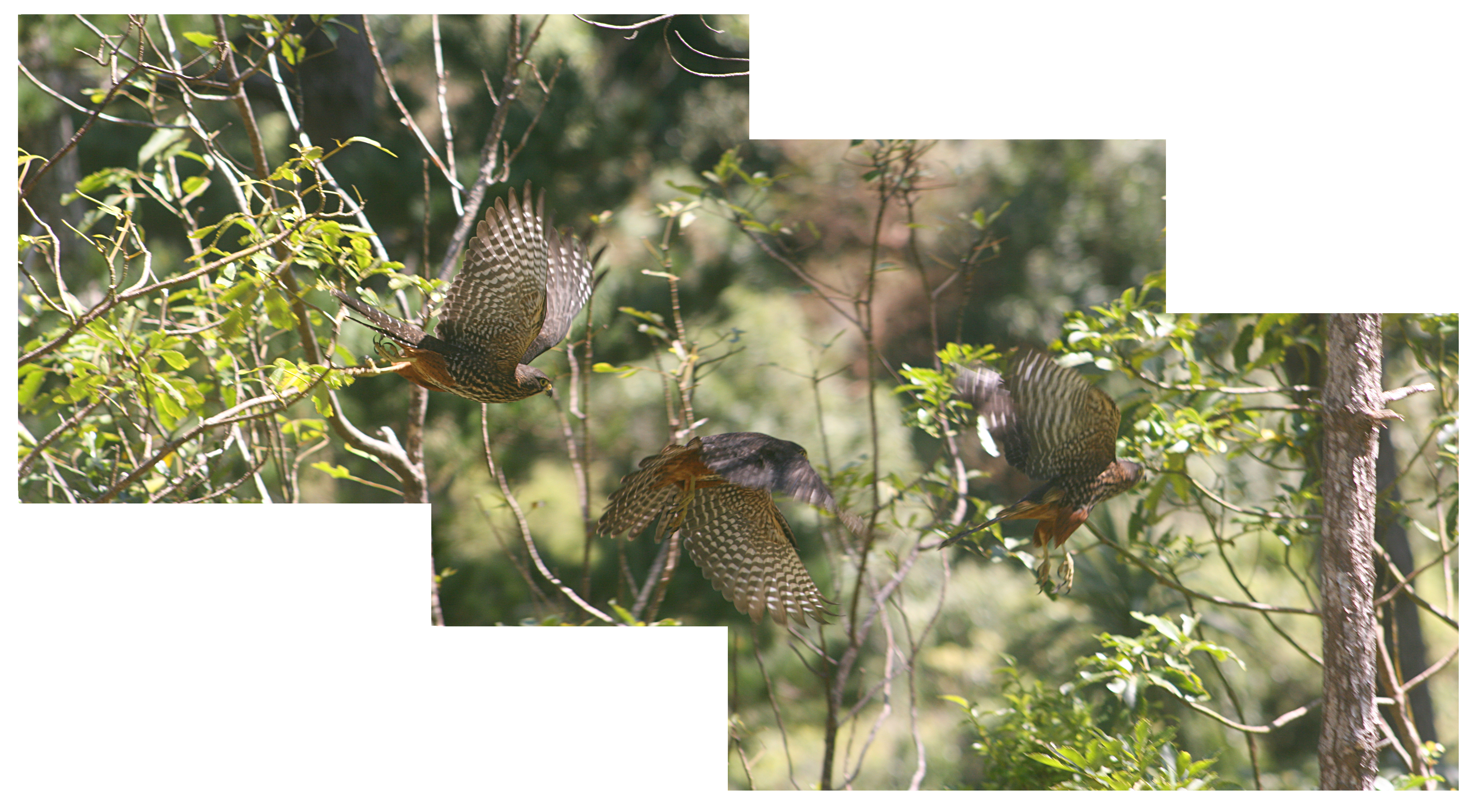
Bildserie som visar arten i flykt.

### Häckning
Nyazeelandfalkar bygger generellt bon på högt belägna platser där de är ostörda, skyddade från väder och vind samt har god uppsikt över området nedanför. Vanliga platser inkluderar klipphyllor, branta sluttningar och i epifyter i träd. Bona är väldigt enkla och byggs av löv, jord, mossa och gräs. Honorna lägger mellan två och fyra ägg mellan september och november. Äggen ruvas sedan i 29–35 dagar, efter cirka 32–45 dagar får ungarna fjädrar och de lämnar boet efter ungefär 90 dagar.

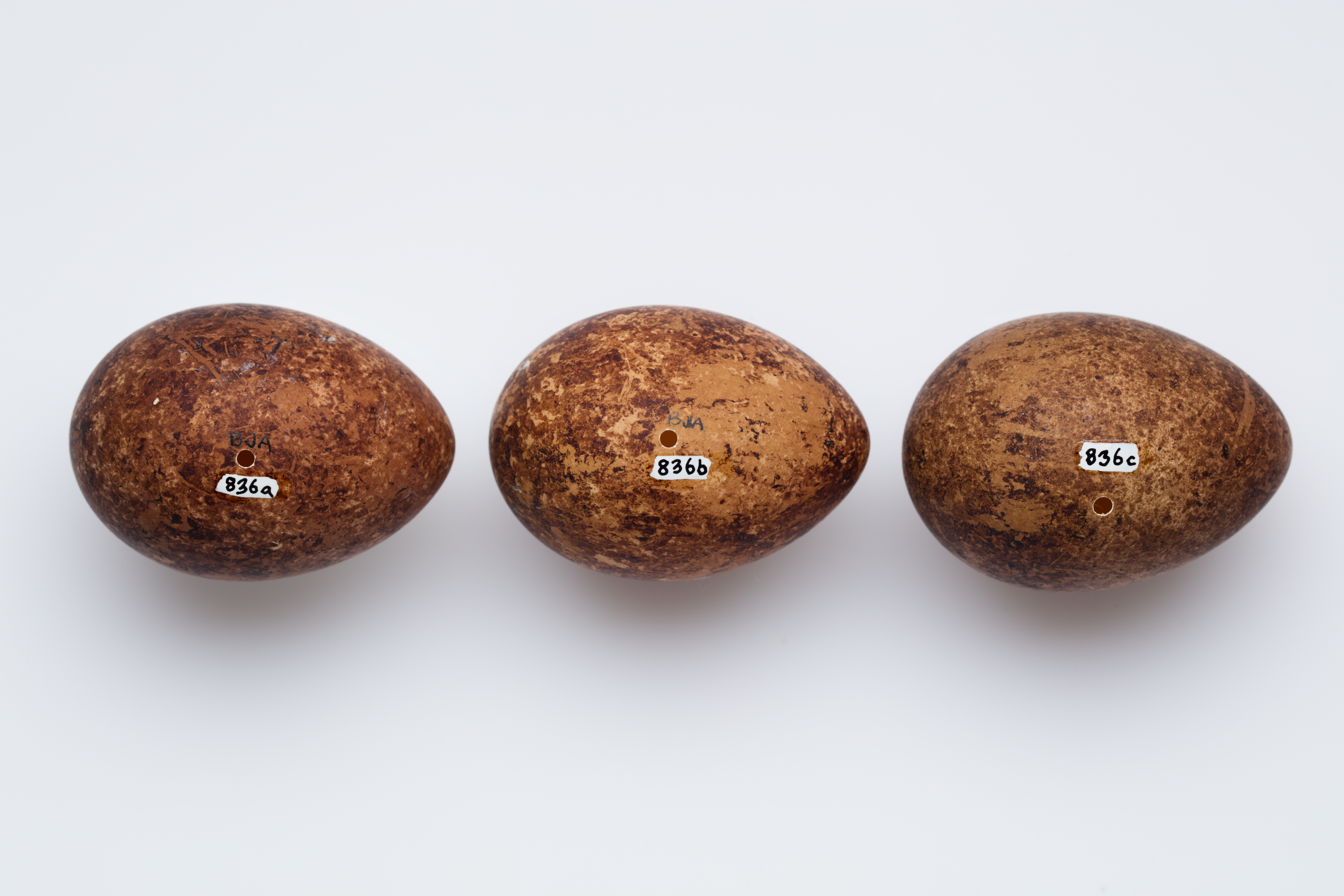
Ägg från nyazeelandfalk

## Status
Uppskattningsvis finns det mellan 5 000 och 15 000 vuxna individer på Nya Zeeland. Tidigare ansågs den minska i antal och kategoriserades som nära hotad av internationella naturvårdsunionen IUCN. Idag tros beståndet vara stabilt eller att den till och med ökar igen. Sedan 2022 kategoriserar IUCN den som livskraftig.
På Nya Zeeland är falkarna fridlysta sedan 1970. IUCN kategoriserar arten som nära hotad.